# (1989) Татры
(1989) Татры (словац. Tatry) — небольшой астероид главного пояса, характеризующийся крайне низкой скоростью вращения — один оборот вокруг своей оси занимает у него 5 суток и 11,3 часа. Он был открыт 20 марта 1955 года американским астрономом A. Paroubek в обсерватории Скалнате Плесо и назван в честь горного хребта Высокие Татры в Словакии. 

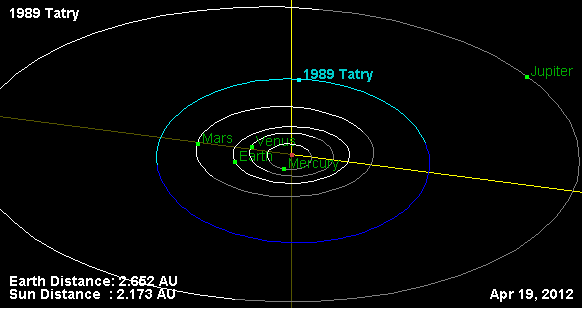
Орбита астероида Татры и его положение в Солнечной системе

Первоначально фотометрические наблюдения, проведённые в 2007 году в Модраской обсерватории, позволили получить кривые блеска этого тела, из которых следовало, что период вращения астероида вокруг своей оси равняется 131,3 ± 0,2 часам, с изменением блеска по мере вращения 0,5m . Ранее в 2005 году подобные измерения для этого астероида уже проводились, но они оказались неточными и их результаты кардинально отличались от реальных (по ним период составлял всего 39,9 суток).